# IXL (Oklahoma)
IXL es un pueblo ubicado en el condado de Okfuskee en el estado estadounidense de Oklahoma. En el año 2010 tenía una población de 51 habitantes y una densidad poblacional de 4,95 personas por km².

## Geografía
IXL se encuentra ubicado en las coordenadas 36°21′36″N 95°07′18″O / 36.360034, -95.12161. Según la Oficina del Censo de los Estados Unidos, IXL tiene una superficie total de 3,961 mi² (10,3 km²), de la cual 3,92 mi² (10,2 km²) corresponden a tierra firme y 0,041 mi² (0,1 km²) es agua.